# سينغوكو باسارا: نهاية القاضي
سينغوكو باسارا: نهاية القاضي (戦国BASARA Judge End) ، هو مسلسل أنمي ياباني جديد، بدأ البث في شهر يوليو عام 2014م.

## وصلات خارجية
- Sengoku Basara: End of Judgement at NTV
- Sengoku Basara: End of Judgement at فنميشن
- سينغوكو باسارا: نهاية القاضي على موقع ANN anime (الإنجليزية)